# William Pepperell Montague
William Pepperell Montague (Massachusetts, 11 novembre 1873 – New York, 1º agosto 1953) è stato un filosofo statunitense, uno degli esponenti più autorevoli della corrente americana del neo-realismo.

## Biografia

### Montague e il neorealismo
Nel 1912 Montague contribuì alla stesura dell'opera "Il nuovo realismo", assieme ad altri cinque filosofi americani.
Il loro intento comune, era quello di contrastare i concetti dell'idealismo sin dalla fondamenta, contestando il principio secondo cui le cose sussistono solamente in relazione al soggetto che le pensa, e quindi la loro realtà si spiega nella conoscenza e nella percezione. Inoltre la relazione conoscitiva non modifica gli oggetti dell'indagine.
Montague e i suoi colleghi, partendo da queste basi concettuali contestarono il rapporto dualistico tra soggetto e oggetto, affermando che questi ultimi sono due elementi compositi formati dalle stesse entità.

### Gnoseologia
Montague si soffermò sul rapporto fra gli oggetti studiati e la loro presunta dipendenza con il soggetto conoscente.

Il suo modello di indagine del mondo prevede sei metodi diversi, tra i quali la spiritualità, che si occupa delle verità e dei valori ultimi; l'empirismo, da applicarsi ai fatti; lo scetticismo, necessario per dimostrare la mancata perfezione delle conoscenze umane.
Il pensiero di Montague si è focalizzato sull'oggetto dell'indagine e sulle tre metodologie possibili di spiegazione: il soggettivismo, l'oggettivismo e il dualismo. Montague rileverà vizi e pregi di ognuna di queste tre posizioni, arrivando alla conclusione che solo il realismo le racchiude, le reinterpreta e le salda.

## Opere principali
- Le vie del conoscere (1925)
- Le vie delle cose (1940)
- Le grandi visioni della filosofia (1950)